# Baggio Rakotoarisoa
Baggio Rakotoarisoa (ur. 24 stycznia 1996 w Antananarywie) – madagaskarski piłkarz grający na pozycji defensywnego pomocnika. Od 2022 jest zawodnikiem klubu SS Jeanne d’Arc.

## Kariera klubowa
Swoja piłkarską karierę Rakotoarisoa rozpoczął w klubie Fosa Juniors FC. W 2016 roku zadebiutował w jego barwach w pierwszej lidze madagaskarskiej. Grał w nim do 2020 roku. W 2017 zdobył z nim Puchar Madagaskaru, w 2018 został mistrzem, a w 2019 wicemistrzem tego kraju. W 2021 roku przeszedł do reuniońskiego AS Excelsior, z którym został wicemistrzem Reunionu, a w 2022 roku został zawodnikiem SS Jeanne d’Arc.

## Kariera reprezentacyjna
W reprezentacji Madagaskaru Rakotoarisoa zadebiutował 22 kwietnia 2017 roku w wygranym 1:0 meczu Mistrzostw Narodów Afryki 2018 z Malawi, rozegranym w Antananarywie. W 2019 roku został powołany do kadry na Puchar Narodów Afryki 2019, jednak nie rozegrał w nim żadnego meczu.